# Amedeo IV di Savoia
Amedeo IV di Savoia (Montmélian, 1197 – Montmélian, 13 luglio 1253) fu conte di Savoia dal 1233 al 1253.
Fu sepolto nell'abbazia reale di Altacomba, attualmente nella Savoia francese; oggi ci sono solo le pietre tombali del Conte: quando, con l'invasione della Savoia durante la rivoluzione francese, l'abbazia fu devastata dai giacobini, questi forzarono la sua tomba e ne dispersero i resti, insieme a quelli di altri rappresentanti di Casa Savoia.

## Origine
Amedeo, secondo Samuel Guichenon, era il figlio primogenito di Tommaso I, Conte di Savoia, d'Aosta e di Moriana, e della moglie, Margherita o forse Beatrice, che secondo la Chronica Albrici Monachi Trium Fontium era figlia del Conte di Ginevra, Guglielmo I e della signora di Faucigny, Beatrice.
Secondo lo storico francese Samuel Guichenon, nel suo Histoire généalogique de la royale maison de Savoie, Tommaso I di Savoia,  era l'unico figlio maschio dell'ottavo Conte di Savoia e Conte d'Aosta e Moriana e marchese d'Italia, Umberto III, detto il Santo e di Beatrice di Mâcon, che, secondo la Chronica Albrici Monachi Trium Fontium, era figlia di Gerardo I, conte di Mâcon e di Vienne e di Maurette de Salins, figlia del signore di Salins, Gaucher IV e della moglie di cui non si conoscono né il nome né gli ascendenti.

## Biografia
Secondo lo storico francese, Victor Flour de Saint-Genis, Amedeo era nato nel 1197 a Montmélian ed era il figlio primogenito, come conferma anche Matteo di Parigi, monaco benedettino inglese  cronista della storia inglese, quando elenca gli zii della regina d'Inghilterra Eleonora di Provenza.
Amedeo compare citato per la prima volta nel documento n° 42 del Peter der Zweite, Graf von Savoyen, Markgraf in Italien, in cui assieme al padre Tommaso I (Thomas comes Sabaud. et Amedeus eius filius) conferma i diritti all'abbazia di San Marco nel 1220.
Nel 1213, secondo il Regesta comitum Sabaudiae, Amedeo fu fidanzato con Agnese di Saluzzo, figlia di Bonifacio di Saluzzo (Marchio de Salucis donat Agnetem f. quondam Bonefacii in uxorem Amedeo f. dicti comitis [Thomam comitem Maurienne]); Agnese morì prima di raggiungere l'età da marito.
Amedeo viene citato in diversi documenti del Peter der Zweite, Graf von Savoyen, Markgraf in Italien: 
- col fratello Umberto (filiis suis Amedeo et Humberto) nel documento n° 47, datato 1217, inerente ad una donazione del padre Tommaso I (Thomas Maurianensis comes et marchio)[9]
- nel documento n° 58, inerente all'accordo con il vescovo di Sion, del 1224, da parte di Tommaso I, Amedeo, la madre ed i fratelli chierici (Ipse Thomas comes, Amedeus primogenitus illius, Comitissa uxor Thomæ, eorum quatuor filii clerici videl. Willelmus, Thomas, Petrus et Bonifacius)[10]
- col padre ed il fratello Aimone (Thomas com. Maurianæ et filii mei Amedeus et Aymo) nel documento n° 67, del 1227, inerente ad una donazione della madre (M. comitissa Maurian.)[11]
- nel documento n° 76, del 1231, inerente ad una donazione della madre Margherita (M. comitissa Sabaudie et marchisa in Ytalia), all'abbazia di Altacomba, del 1231, assieme a tutti i fratelli, ancora in vita (Amedeus, Aymo, W. electus Valentinus, Thomas, Petrus, Bonifacius et Philippus)[12]; questo documento si trova anche nel Regesta comitum Sabaudiae[13].
- nel n° 83, del 1232, che attesta l'acquisto della città di Chambéry da parte di Tommaso I, da parte della madre, citata come Beatrice, assieme ai figli Amedeo e Aimone (Beatrix uxor comitis Thomæ, Amadeus primogenitus et Aymo filii eius,)[14].

Suo padre Tommaso I morì il 1º marzo 1233; la Chronica Albrici Monachi Trium Fontium riporta che la morte di Tommaso I (comitis Thome de Sabaudia) è avvenuta nel 1232, mentre il documento n° DXXXVII del Regesta comitum Sabaudiae riporta la morte di Tommaso (Thomas comes Sabaudiae) al 1º marzo 1233 (1233, 1 Martii). Amedeo, figlio primogenito succedette a Tommaso I come Amedeo IV.
Il primo atto di Amedeo, pochi giorni dopo, fu di garantire i privilegi sanciti dal padre alla città di Susa.
Amedeo si trovò a dover spartire la contea con i numerosi fratelli; nel suo testamento Tommaso aveva designato Amedeo come legittimo successore al titolo comitale, ma i fratelli avevano preteso con forza la cessione di terre e castelli. In particolare Pietro e Aimone di Savoia cercarono di rovesciare il suo potere facendo insorgere la Valle d'Aosta, ma Amedeo IV riuscì a sconfiggerli grazie alle truppe fornitegli dai suoi generi Manfredo III di Saluzzo e Bonifacio II di Monferrato. Nel luglio del 1234 Amedeo trovò un accordo coi fratelli Pietro ed Aimone.
La famiglia risultava così divisa in pericolose fazioni e, secondo lo storico inglese Charles Previté-Orton, Amedeo nel 1235 investì il fratello Tommaso della signoria di gran parte del Piemonte. La politica sabauda nella regione mirava a Pinerolo e a Torino, contro i cui comuni venne mossa una guerra terminata nel 1235 con risultati incerti.
Nel 1236 sua nipote Eleonora di Provenza, figlia di sua sorella Beatrice, aveva sposato il re di Inghilterra Enrico III e quindi era regina d'Inghilterra; negli anni successivi ella riuscì a far accogliere a corte diverse persone provenienti dalla Provenza, ma soprattutto dalla Savoia;  tra gli altri i tre zii Bonifacio, Pietro (il futuro conte di Savoia Pietro II (1263-1268, già Signore del Vaud (1233-1268), che divenne Conte di Richmond (1241-1268), e Guglielmo (†1239), vescovo di Valence e rettore di Vienne; Bonifacio  fu nominato arcivescovo di Canterbury nel 1241, ma la carica fu ratificata da papa Innocenzo IV solo il 17 settembre 1243, come ci informa il monaco benedettinoMatteo di Parigi, cronista della storia inglese.
Nel 1238 Amedeo era stato nominato vicario imperiale per la Lombardia; quindi pur essendo un sostenitore dell'imperatore Federico II di Svevia, nel 1244, Amedeo permise al papa di transitare sul suo territori e raggiungere Lione; poi, nel 1245, arrivato Federico II in Piemonte, Amedeo e Ghigo VII del Viennois gli offrirono il loro appoggio per attaccare il papa Innocenzo IV che si trovava a Lione, ma Federico dovette rinunciare per domare una rivolta a Parma; nel 1247 l'alleanza con Federico II fu rafforzata dal matrimonio di sua figlia Beatrice con Manfredi, figlio di Federico; nel 1248 Amedeo ed il fratello Tommaso furono ambasciatori dell'imperatore presso il papa per cercare una riconciliazione, ma senza successo (forse non riuscirono neppure a parlare con Innocenzo IV); anche dopo la morte di Federico II, nel 1250, Amedeo continuò ad essere un sostenitore dell'impero: la scomunica per questa alleanza gli fu tolta nel 1252, l'anno dopo che era stata tolta a suo fratello Tommaso.
Il suo operato si distinse anche per discrete doti diplomatiche, come testimonia l'accordo sancito nel 1242 con Gotofredo I di Challant presso il castello di Sarre, per accordarsi su come contrastare la ribellione di Hugues de Bard, signore del luogo; dopo circa quindici anni di guerre combattute contro il vescovo di Losanna assieme al fratello Pietro, nel 1244, Amedeo siglò una pace duratura.
Amedeo aveva fatto testamento nel 1235, stabilendo che in mancanza di un erede maschio il suo erede fosse il fratello Tommaso; l'aveva rifatto nel 1238, confermando erede, in mancanza di figlio maschio, Tommaso, poi Filippo e poi Pietro, con la clausola che avrebbero dovuto pagare i debiti suoi e quelli del loro padre; nel 1240, rifece il testamento, in cui stabiliva che, in mancanza di un erede maschio, il suo erede era il fratello Tommaso, che però aveva l'obbligo di saldare tutti i debiti suoi, del padre e del fratello defunto, Umberto; infine, dopo la nascita dell'erede Bonifacio, fece altri due testamenti in cui precisava che Tommaso, in caso di sua morte prematura avrebbe dovuto essere reggente.
Amedeo morì il 13 luglio 1253; alla sua morte Amedeo lasciò un solo figlio maschio, Bonifacio, di appena otto anni ed il fratello Tommaso ebbe la reggenza, divenendo sostenitore del papato.
Amedeo venne sepolto nell'Abbazia di Altacomba; oggi vi sussistono le sole pietre tombali, in quanto l'abbazia fu occupata dai giacobini che forzarono la sua tomba e distrussero i resti, insieme a quelli di altri rappresentanti Savoia.

## Matrimoni e discendenza
Verso il 1217 Amedeo aveva sposato Margherita, detta anche Anna di Borgogna (1192 - 1243), figlia del duca di Borgogna, Ugo III e della sua seconda moglie, Beatrice di Albon (1161 - 1228), delfina del Viennois, come ci viene confermato dal documento n° 732 del Peter der Zweite, Graf von Savoyen, Markgraf in Italien, parte del testamento del nipote di Margherita, Ghigo VII del Viennois, figlio del fratello di Margherita, Andrea Ghigo VI del Viennois.
Amedeo da Margherita (Anna) ebbe due figlie:
- Beatrice (ca. 1220 - † 1259), sposata nel 1233 a Manfredo III, marchese di Saluzzo († 1244), e nel 1247, a Manfredi (1232 – 1266), re di Sicilia, come ci viene confermato dal documento n° 202 del Peter der Zweite, Graf von Savoyen, Markgraf in Italien[38]
- Margherita († 1264), andata sposa nel 1235 a Bonifacio II († 1253), marchese del Monferrato (domina Margarita eius filia atque uxor dom. Bonifacii marchionis Montisferrati)[39] e successivamente, nel 1255, ad Aimaro di Poitiers († 1277), conte di Valentinois, come ci viene confermato dalle Europäische Stammtafeln[40], vol.III, 740 (non consultate)[37].

Rimasto vedovo di Margherita, Amedeo, come ci confermano Samuel Guichenon, Victor Flour de Saint-Genis e Jean Frézet si risposò nel 1244 con Cecilia del Balzo (o de Baux) († 1275), figlia di Barral, 8° signore di Les Baux-de-Provence e 2° visconte di Marsiglia, e della nipote di Raimondo VII di Tolosa, conte di Tolosa, Sibilla d'Andouze, ed era considerata una delle donne più belle del tempo e soprannominata per la sua avvenenza "Passerose".
Amedeo da Cecilia ebbe quattro figli:
- Bonifacio (1244 –  1263), conte di Savoia e della Moriana[44]
- Beatrice[45] († 1292), andata sposa a Pietro di Chalon († 1272), signore di Châtelbelin, figlio del Conte di Chalon, Giovanni d'Auxonne e successivamente, nel 1274, a Giovanni Manuele (1234 – 1283), infante di Castiglia, signore di Peñafiel, d'Escalona e di Villena (figlio di Ferdinando III di Castiglia)[44]
- Eleonora († dopo il 1269), andata sposa nel 1269 a Guichard signore di Beaujeu[46]
- Costanza († prima del 1264)[47].

## Ascendenza
|                        |                     |                      | Genitori                      |  |  | Nonni |  |  | Bisnonni             |  |  | Trisnonni            |  |
|                        |                     |                      |                               |  |  |       |  |  | Amedeo III di Savoia |  |  | Umberto II di Savoia |  |
|                        |                     |                      |                               |  |  |       |  |  | Amedeo III di Savoia |  |  | Umberto II di Savoia |  |
|                        |                     | Giselda di Borgogna  |                               |  |  |       |  |  | Amedeo III di Savoia |  |  |                      |  |
| Umberto III di Savoia  |                     |                      |                               |  |  |       |  |  | Amedeo III di Savoia |  |  |                      |  |
|                        |                     | Mahaut d'Albon       | Ghigo III d'Albon             |  |  |       |  |  |                      |  |  |                      |  |
|                        |                     | Mahaut d'Albon       | Ghigo III d'Albon             |  |  |       |  |  |                      |  |  |                      |  |
|                        |                     | Mahaut d'Albon       | Matilde d'Inghilterra         |  |  |       |  |  |                      |  |  |                      |  |
| Tommaso I di Savoia    |                     | Mahaut d'Albon       |                               |  |  |       |  |  |                      |  |  |                      |  |
|                        |                     | Gerardo I di Mâcon   | Guglielmo IV di Borgogna      |  |  |       |  |  |                      |  |  |                      |  |
|                        |                     | Gerardo I di Mâcon   | Guglielmo IV di Borgogna      |  |  |       |  |  |                      |  |  |                      |  |
|                        |                     | Gerardo I di Mâcon   | Poncette de Traves            |  |  |       |  |  |                      |  |  |                      |  |
| Beatrice di Mâcon      |                     | Gerardo I di Mâcon   |                               |  |  |       |  |  |                      |  |  |                      |  |
|                        |                     | Maurette di Salins   | Gaucher IV de Salins          |  |  |       |  |  |                      |  |  |                      |  |
|                        |                     | Maurette di Salins   | Gaucher IV de Salins          |  |  |       |  |  |                      |  |  |                      |  |
|                        |                     | Maurette di Salins   | …                             |  |  |       |  |  |                      |  |  |                      |  |
| Amedeo IV di Savoia    |                     | Maurette di Salins   |                               |  |  |       |  |  |                      |  |  |                      |  |
|                        | Amedeo I di Ginevra | Aimone I di Ginevra  |                               |  |  |       |  |  |                      |  |  |                      |  |
|                        | Amedeo I di Ginevra | Aimone I di Ginevra  |                               |  |  |       |  |  |                      |  |  |                      |  |
|                        | Amedeo I di Ginevra | Ida di Faucigny      |                               |  |  |       |  |  |                      |  |  |                      |  |
| Guglielmo I di Ginevra | Amedeo I di Ginevra |                      |                               |  |  |       |  |  |                      |  |  |                      |  |
|                        |                     | Matilde di Cuiseaux  | Ugo I di Cuiseaux e Clairvaux |  |  |       |  |  |                      |  |  |                      |  |
|                        |                     | Matilde di Cuiseaux  | Ugo I di Cuiseaux e Clairvaux |  |  |       |  |  |                      |  |  |                      |  |
|                        |                     | Matilde di Cuiseaux  | Adelina                       |  |  |       |  |  |                      |  |  |                      |  |
| Margherita di Ginevra  |                     | Matilde di Cuiseaux  |                               |  |  |       |  |  |                      |  |  |                      |  |
|                        |                     | Aimone I di Faucigny | Rodolfo I di Faucigny         |  |  |       |  |  |                      |  |  |                      |  |
|                        |                     | Aimone I di Faucigny | Rodolfo I di Faucigny         |  |  |       |  |  |                      |  |  |                      |  |
|                        |                     | Aimone I di Faucigny | …                             |  |  |       |  |  |                      |  |  |                      |  |
| Beatrice di Faucigny   |                     | Aimone I di Faucigny |                               |  |  |       |  |  |                      |  |  |                      |  |
|                        |                     | Clemenza di Briançon | …                             |  |  |       |  |  |                      |  |  |                      |  |
|                        |                     | Clemenza di Briançon | …                             |  |  |       |  |  |                      |  |  |                      |  |
|                        |                     | Clemenza di Briançon | …                             |  |  |       |  |  |                      |  |  |                      |  |
|                        |                     | Clemenza di Briançon |                               |  |  |       |  |  |                      |  |  |                      |  |

### Fonti primarie
- (LA) Matthæi Parisiensis, Monachi Sancti Albani, Chronica Majorar, vol. III..
- (LA) Matthæi Parisiensis, Monachi Sancti Albani, Chronica Majorar, vol. VI..
- (LA) Monumenta Germaniae Historica, Scriptores, tomus XXIII). URL consultato il 2 marzo 2020 (archiviato dall'url originale il 29 ottobre 2019).
- (LA) Regesta comitum Sabaudiae.
- (LA) Obituaires de la province de Sens. Tome 3.
- (LA) Peter der Zweite, Graf von Savoyen, Markgraf in Italien.
- (LA) Florentii Wigorniensis monachi Chronicon ex chronicis.

### Letteratura storiografica
- Michelangelo Schipa, "L'Italia e la Sicilia sotto Federico II", in Storia del mondo medievale, cap. V, vol. V, 1999, pp. 153–197.
- C.W. , sottoPrevité-Orton, "L'Italia nella seconda metà del XIII secolo", cap. VI, vol. V, in Storia del Mondo Medievale, 1999, pp. 198–244.
- E.F. Jacob, "Inghilterra : Enrico III", in Storia del mondo medievale, vol. VI, 1999, pp. 198–234.
- Paul Fournier, "Il regno di Borgogna o d'Arles dal XI al XV secolo", cap. XI, vol. VII (L'autunno del medioevo e la nascita del mondo moderno) della Storia del Mondo Medievale, 1999, pp. 383–410.
- (FR) Histoire généalogique de la royale maison de Savoie, justifiée par titres, ..par Guichenon, Samuel.
- (FR) Les papes d'Avignon et la Maison de Savoie : 1309-1409.
- Francesco Cognasso, AMEDEO IV, conte di Savoia, in Dizionario biografico degli italiani, vol. 2, Roma, Istituto dell'Enciclopedia Italiana, 1960. URL consultato il 25 agosto 2017.